# 亦納勒術
亦納勒術（波斯語：اینالچق，羅馬化：Inalchuk，1165年—1220年），中亚花剌子模國訛答剌城守將，康里人。拉施德丁的《史集》把他寫作亦納勒出黑（inalcuq），即“小亦纳勒”之意，可以是一種爵位（郡王），也可以是给心腹、寵臣的稱號，亦纳勒（Inal）是突厥官号，原意为“受信任者”。《元史》記為哈只兒·只蘭禿（Qajar jinaltuq），是他的汗號與稱號所組成，是突厥-欽察語方言轉引入蒙古語之後的變音。
史集說亦納勒術是圖兒干合敦的親人，老花剌子模王塔乞失下詔稱其為“吾兒”（farzand）。他可能是阿拉烏丁·摩訶末沙的異母弟，或是表兄弟。其突厥名為牙罕·脫黑迪（Yaghan-Toghdi），意思是大象降生。伊斯蘭教名是塔札丁。他被封為訛答剌城的海兒汗（Ghayir Khan），即是有權力而可怕的汗。
一次一个由回回人組成的蒙古帝国成吉思汗的商隊途经訛答剌城，其領頭是一個印度商人。這人不稱亦納勒術為海兒汗，仍稱呼他為亦納勒術。亦納勒術見財起意，將商人誣陷為奸細，下令拘捕全部商人，并報告蘇丹。蘇丹命他拘留，但海兒汗自作主張殺了商人，沒收貨物並送到布哈拉轉售，但有一位駱駝伕僥倖逃回蒙古。
成吉思汗要求花剌子模交出海兒汗，但因为海兒汗是太后的侄兒，所以成吉思汗的要求被拒絕。史家認為，是海兒汗殺死商隊而引起蒙古帝国的西征。
後來訛答剌城在1220年2月破城，成吉思汗在撒馬爾罕附近的闊克薩萊（属布哈拉）用被熔化的銀液灌進亦納勒術的眼睛，為商隊報仇，訛答剌也成了廢墟。

## 資料來源
1. ↑  何啟龍：〈審音與勘同：《世界征服者史》Ghayir inalcuq 與《元史》哈只兒只蘭禿的再研究〉，《元史及民族與邊疆研究集刊》，第二十輯 (2008年)，頁67-81。
2. ↑  拉施特. . 北京: 商务印书馆. 2017.08: 92. ISBN 978-7-100-13343-2.
3. 1 2  Svat Soucek. . Cambridge University Press. 2002: 106. ISBN 0-521-65704-0.